# Cosmibuena matudae
Cosmibuena matudae là một loài thực vật có hoa trong họ Thiến thảo. Loài này được (Standl.) L.O.Williams mô tả khoa học đầu tiên năm 1965.